# Sund (Noruega)
Sund és un antic municipi situat al comtat de Hordaland, Noruega. Té 6.975 habitants (2016) i la seva superfície és de 99,54 km². El centre administratiu del municipi és el poble de Skogsvåg.